# Лищенська сільська рада
| Лищенська сільська рада — колишня адміністративно-територіальна одиниця та орган місцевого самоврядування у Луцькому районі Волинської області з адміністративним центром у с. Лище. Припинила існування 4 січня 2019 року через об'єднання в Підгайцівську сільську раду Волинської області. Натомість утворено Лищенський старостинський округ при Підгайцівській сільській громаді. Сільській раді підпорядковувались населені пункти: - с. Лище - с. Воротнів |

## Склад ради
Рада складалась з 16 депутатів та голови.

## Керівний склад сільської ради
| ПІБ                            | Основні відомості                                                 | Дата обрання | Дата звільнення |
| ------------------------------ | ----------------------------------------------------------------- | ------------ | --------------- |
| Шкорупський Віталій Васильович | Сільський голова, 1962 року народження, освіта, безпартійний      | 26.03.2006   | 31.10.2010      |
| Шкорупський Віталій Васильович | Сільський голова, 1962 року народження, освіта вища, безпартійний | 31.10.2010   |                 |

Примітка: таблиця складена за даними джерела

## Населення
Згідно з переписом УРСР 1989 року чисельність наявного населення сільської ради становила 2401 особа, з яких 1130 чоловіків та 1271 жінка.
За переписом населення України 2001 року в сільській раді мешкало 2540 осіб.

### Мова
Розподіл населення за рідною мовою за даними перепису 2001 року:
| Мова       | Відсоток |
| ---------- | -------- |
| українська | 99,18 %  |
| російська  | 0,35 %   |
| білоруська | 0,08 %   |
| молдовська | 0,04 %   |
| інші       | 0,35 %   |